# O. Fanth Mzn
O. Fanth Mzn is een stripfiguur uit de Nederlandse Bommelsaga, geschreven en getekend door Marten Toonder. Hij heeft de gedaante van een olifant. Hij is de krantenuitgever en tevens hoofdredacteur van de Rommeldamse Courant en de Rommelbode, het blad van Rommeldam Zuid.

## Personage
De heer O. Fanth Mzn woont met zijn echtgenote op stand in de villawijk De Heuvels. Het perceel is groot genoeg om er een golfbaan aan te laten leggen. Hij is voorzitter van de herensociëteit de Kleine Club te Rommeldam. Een enkele keer werd zijn positie als voorzitter bedreigd, zoals in het verhaal De gekikkerde vorst, maar in het verhaal De uitvalsels toont hij zich een crisisbestendig voorzitter. In het verhaal De vergelder koopt hij met voorkennis aandelen na een reportage van zijn sterverslaggever Argus. Met laatstgenoemde heeft hij een doorlopende haat-liefdeverhouding. Ontslag is snel gegeven en snel weer ongedaan gemaakt.

## Citaten
"Je vliegt er uit!" (tegen Argus)